# Holubenka, Novoarhanhelsk
Holubenka (în ucraineană Голубенка) este un sat în comuna Skaleva din raionul Novoarhanhelsk, regiunea Kirovohrad, Ucraina.

## Demografie
Componența lingvistică a localității Holubenka
     Ucraineană (95,65%)
     Rusă (2,17%)
     Română (2,17%)
Conform recensământului din 2001, majoritatea populației localității Holubenka era vorbitoare de ucraineană (95,65%), existând în minoritate și vorbitori de rusă (2,17%) și română (2,17%).